# Chandi Jones
Chandi Montrease Jones (Wharton, 25 marzo 1982) è un'ex cestista e dirigente sportivo statunitense, professionista nella WNBA.

## Carriera
È stata selezionata dalle Phoenix Mercury al primo giro del Draft WNBA 2004 (8ª scelta assoluta).